# Estadio Quisqueya
Het Estadio Quisqueya Juan Marichal is een multifunctioneel stadion in Santo Domingo, een stad in de Dominicaanse Republiek. Bij de opening van het stadion werd het Estadio Trujillo genoemd, naar generaal Rafael Trujillo. 
Het stadion wordt vooral gebruikt voor voetbalwedstrijden, de voetbalclub Atlético Pantoja maakt gebruik van dit stadion. In het stadion vinden ook vaak honkbalwedstrijden plaats. 
Er is plaats voor 13.186 toeschouwers. Het stadion werd geopend in 1955 en gerenoveerd in 2007.